# Mario Millini
Mario Millini, né le 9 février 1677 à Rome, alors capitale des États pontificaux, et mort dans la même ville le 25 juillet 1756, est un cardinal italien du XVIIIe siècle.

## Biographie
Mario Millini exerce diverses fonctions au sein de la Curie romaine.
Le pape Benoît XIV le crée cardinal lors du consistoire du 10 avril 1747. Il est préfet de la Congrégation du Concile à partir de 1753.
Mario Millini est un neveu du cardinal Savo Millini.

### Sources
- Fiche du cardinal Mario Millini sur le site fiu.edu